# Інцидент з Boeing 777 над Карибським морем
Інцидент з Boeing 777 над Карибським морем — авіаційна пригода, що сталася увечері 10 лютого 2016 року. Пасажирський авіалайнер Boeing 777-2Q8ER російської авіакомпанії Orenair виконував міжнародний рейс R2-554 за маршрутом Пунта-Кана — Москва, але через 15 хвилин після зльоту на висоті 6000 метрів у літака відмовив і спалахнув двигун № 1 (лівий). Пілоти благополучно посадили літак в аеропорті Пунта-Кани. Ніхто з 371 особи (351 пасажир і 20 членів екіпажу), що перебували на борту, не постраждав. Екіпаж рейсу 554 був нагороджений.

## Літак

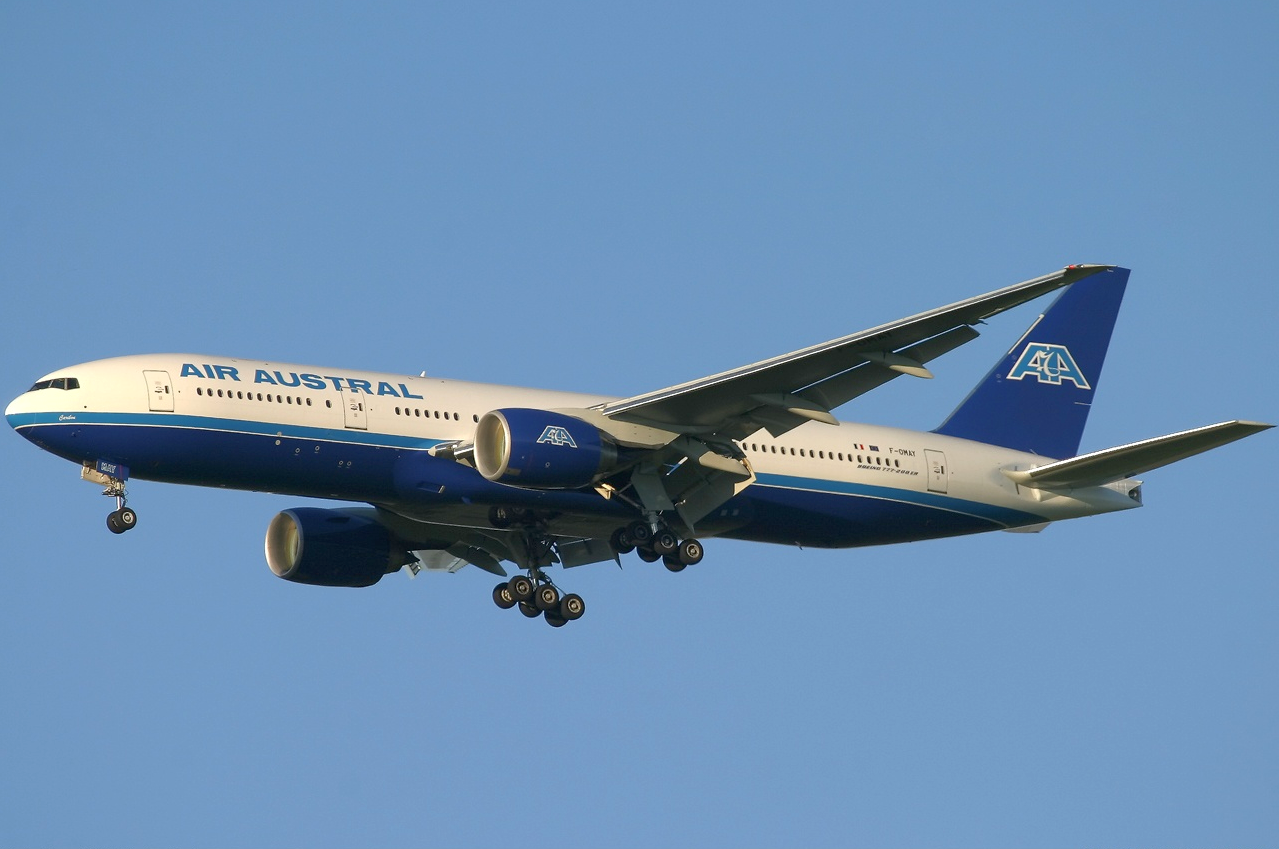
Постраждалий літак у 2005 році (під час роботи в Air Austral).

Boeing 777-2Q8ER (реєстраційний номер VP-BHB, заводський 29402, серійний 517) був випущений у 2005 році. Перший політ здійснив 6 травня. 23 травня того ж року літак був переданий французькій авіакомпанії Air Austral (борт F-OMAY, назва Caribou). 9 липня 2012 року був взятий у лізинг російською авіакомпанією «Оренбурзькі авіалінії» (Orenair), у якій отримав бортовий номер VP-BHB. Оснащений двома турбовентиляторними двигунами Pratt & Whitney PW4090.

## Екіпаж та пасажири
Літаком керували два екіпажі: основний та змінний.

### Основний екіпаж
- Командир повітряного судна (КПС) — 38-річний Костянтин Юрійович Парикожа. Випускник Ульяновського вищого авіаційного училища цивільної авіації. В авіакомпанії Orenair із листопада 2009 року. Керував літаками Ан-24, Ту-154, Boeing 737-800 та Boeing 747. Налітав 9450 годин.
- Другий пілот — 45-річний Ігор Іванович Кравцов. Випускник Бугурусланського льотного училища цивільної авіації. В авіакомпанії Orenair із червня 1991 року. Керував літаками Ан-2, Ту-134, Ту-154 та Boeing 737. Налітав 7710 годин.

### Змінний екіпаж
- Командир повітряного судна (КПС) — 45-річний Андрій Євгенович Карташов. Випускник Бугурусланського льотного училища цивільної авіації. В авіакомпанії Orenair із лютого 2009 року. Керував літаками Як-40, Як-42, Ту-134, Ту-154, Ту-204 та Boeing 737. Налітав 8450 годин.
- Другий пілот — 52-річний Дмитро Володимирович Алкеєв. Випускник Краснокутського льотного училища цивільної авіації. В авіакомпанії Orenair із листопада 2015 року. Керував літаками Ан-2 та Boeing 767. Налітав 15763 години.

У салоні літака працювало 16 бортпровідників.
У момент інциденту літаком управляли КПС Паришкіра та змінний другий пілот Алкеєв.
На борту літака також перебував 351 пасажир, переважно росіяни.

## Хронологія подій
Літак вилетів о 22:47 із Пунта-Кани без затримок. Більшість пасажирів були росіянами. Зліт пройшов гладко. Після зльоту пасажири розслабились. Попереду було заплановано 12-годинний переліт.
Через 15 хвилин після зльоту літак повинен був набрати висоту 9500 м, а він був на висоті 3700 м, оскільки не міг піднятися вище. За хвилину пролунав гучний хлопок. Після хлопку літак знизився на висоту близько 300 м. Але спокій продовжувався недовго. Через 2 хвилини пасажири здригнулися, почувши брязкіт металу. Відразу почалася паніка. Чорний густий дим із вогнем з'явився біля двигуна № 1. Борт почав заповнювати дим, що сліпив очі людям і не давав їм дихати.
Пілоти надіслали сигнал лиха й попрямували назад у пункт вильоту. Бортпровідники намагалися заспокоїти пасажирів. Літак містив 80 тонн палива, цього вистачало на 12 години польоту, тому літак був дуже важкий. Потрібно було посадити літак якнайшвидше, тобто з повними баками.
О 23:25 літак сів на ЗПС. Під час приземлення шасі почали горіти через перегрів гальм. Одразу після зупинки турбіна почала горіти ще сильніше. Літаку остаточно зупинився лише за 149 м від кінця смуги. Почалася термінова евакуація. Бортпровідники заборонили пасажирам забирати речі з літака через ризик вибуху. Остання людина залишила палаючий літак о 23:39.

## Нагороди
- 18 лютого 2016 року екіпаж рейсу R2-554 був нагороджений авіакомпанією Orenair: Костянтин Парикожа та Ігор Кравцов були нагороджені почесним знаком «Відмінник „Аерофлоту“»; Андрій Карташов, Дмитро Алкеєв та бортпровідники рейсу 554 були нагороджені почесними грамотами та грошовою премією.
- 10 березня 2016 року президент Росії Володимир Путін нагородив командира рейсу R2-554 Костянтина Парікожу орденом мужності, а другого пілота Ігоря Кравцова медаллю «За відвагу». Змінні пілоти Андрій Карташов та Дмитро Алкеєв, а також бортпровідники були удостоєні медалі Нестерова.

## Подальша доля літака
Після інциденту борт VP-BHB перебував на зберіганні в аеропорту Пунта-Кани, але з 10 грудня 2016 року літак знаходиться на зберіганні в аеропорту Схіпхол (Амстердам, Нідерланди). У лютому 2018 року отримав реєстрацію UR-GOA та ліврею Міжнародних авіаліній України і працював у ній до 2019 року.